# Бережа (деревня)
Бере́жа (бел. Бярэжа) — деревня в составе Фанипольского сельсовета Дзержинского района Минской области Беларуси. Деревня расположена в 8 километрах от Дзержинска, 22 километрах от Минска и 8 километрах от железнодорожной станции Фаниполь.

## Топоним
Название Бережа вероятнее всего, восходит к балтийской основе beržas или же к польской brzoza — берёза. 

## История
Деревня известна со 2-й половины XVI века как село Берёзы (оно же Бережи) в Минском повете Минского воеводства Великого княжества Литовского, находилось в шляхетской собственности. В результате второго раздела Речи Посполитой (1793 год) Бережа оказалась в составе Российской империи. В 1800 году насчитывалось 26 дворов, где проживали 156 жителей, являлась владением Доминика Радзивилла. В конце XIX — начале XX века деревня в составе Станьковской волости Минского уезда Минской губернии. В 1876 году деревня принадлежала помещику А.И. Богдашевскому. В 1885 году в Береже была открыта школа грамоты, в которой в 1890 году обучались 23 мальчика. В 1897 году, по данным переписи насчитывалось 14 дворов, проживали 115 жителей. В 1917 году тут насчитывалось 13 дворов, проживали 80 жителей.
С 20 августа 1924 года в составе Станьковского сельсовета Койдановского района Минского округа. С 23 марта 1932 года в составе Фанипольского польского национального сельсовета, который являлся частью Дзержинского польского национального района. 31 июля 1937 года полрайон был упразднён и деревня была включена в состав Минского района. С 20 февраля 1938 года находится в составе Минской области, которая была образована после упразднения окружной системы деления Белорусской ССР. С 4 февраля 1939 года в составе восстановленного Дзержинского района. В 1926 году, по данным всесоюзной переписи в Береже проживали 56 жителей, насчитывалось 13 дворов. В годы коллективизации был организован колхоз, в деревне действовала молочная артель и торфпредприятие.
Во время Великой Отечественной войны с 28 июня 1941 года по 6 июля 1944 года деревня была оккупирована немецко-фашистскими захватчиками, на фронте погибли 7 жителей деревни. В 1960 году в деревне проживали 170 жителей, входила в состав колхоза «Октябрьская революция». По состоянию на 1991 год в деревне насчитывалось 46 придомовых хозяйств, проживали 113 жителей. По состоянию на 2009 год находится в составе СПК «Октябрьская революция».

## Население
| Численность населения (по годам) | Численность населения (по годам) | Численность населения (по годам) | Численность населения (по годам) | Численность населения (по годам) | Численность населения (по годам) | Численность населения (по годам) | Численность населения (по годам) |
| 1800                             | 1897                             | 1909                             | 1917                             | 1926                             | 1960                             | 1991                             | 1999                             |
| -------------------------------- | -------------------------------- | -------------------------------- | -------------------------------- | -------------------------------- | -------------------------------- | -------------------------------- | -------------------------------- |
| 156                              | ↘115                             | ↘91                              | ↘80                              | ↘56                              | ↗170                             | ↘113                             | ↘99                              |
| 2004                             | 2009                             | 2017                             | 2018                             | 2020                             | 2022                             |                                  |                                  |
| ↘90                              | ↘88                              | ↘87                              | ↗89                              | ↗90                              | ↘86                              |                                  |                                  |